# Метју Морисон
Метју Џејмс Морисон (енгл. Matthew James Morrison; Форт Орд, 30. октобар 1978) је амерички глумац, плесач и певач-текстописац. Морисон је познат по својим улогама на Бродвеју и изван Бродвеја, укључујући улоге Линка Ларкина у мјузиклу Лак за косу на Бродвеју и Вила Шустера у Fox серији Гли.